# Zonation
La zonation, en écologie et en géographie, décrit les phénomènes de distribution des climats,  de répartition des êtres vivants et de leurs groupements, d'organisation territoriale des activités humaines, en bandes, ceintures ou zones successives, en raison de la variation d'un facteur du milieu, naturel ou d'origine anthropique.
En aménagement du territoire, l'affectation d'une valeur ou d'une vocation à une aire géographique devient du zonage.  

## Zonation globale

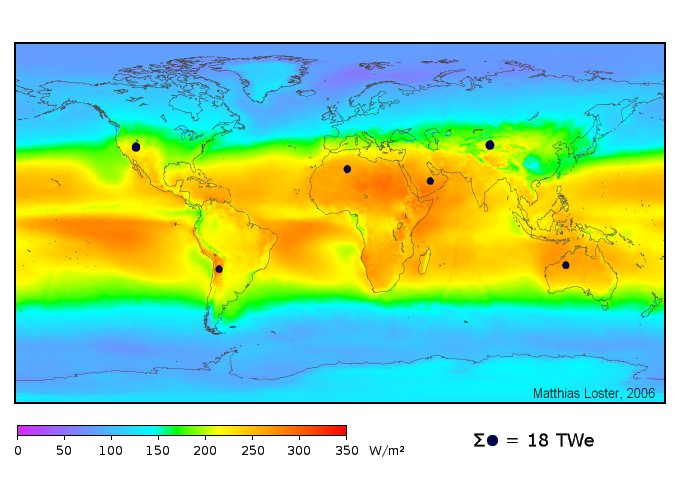
L'énergie solaire reçue au sol est liée à la latitude

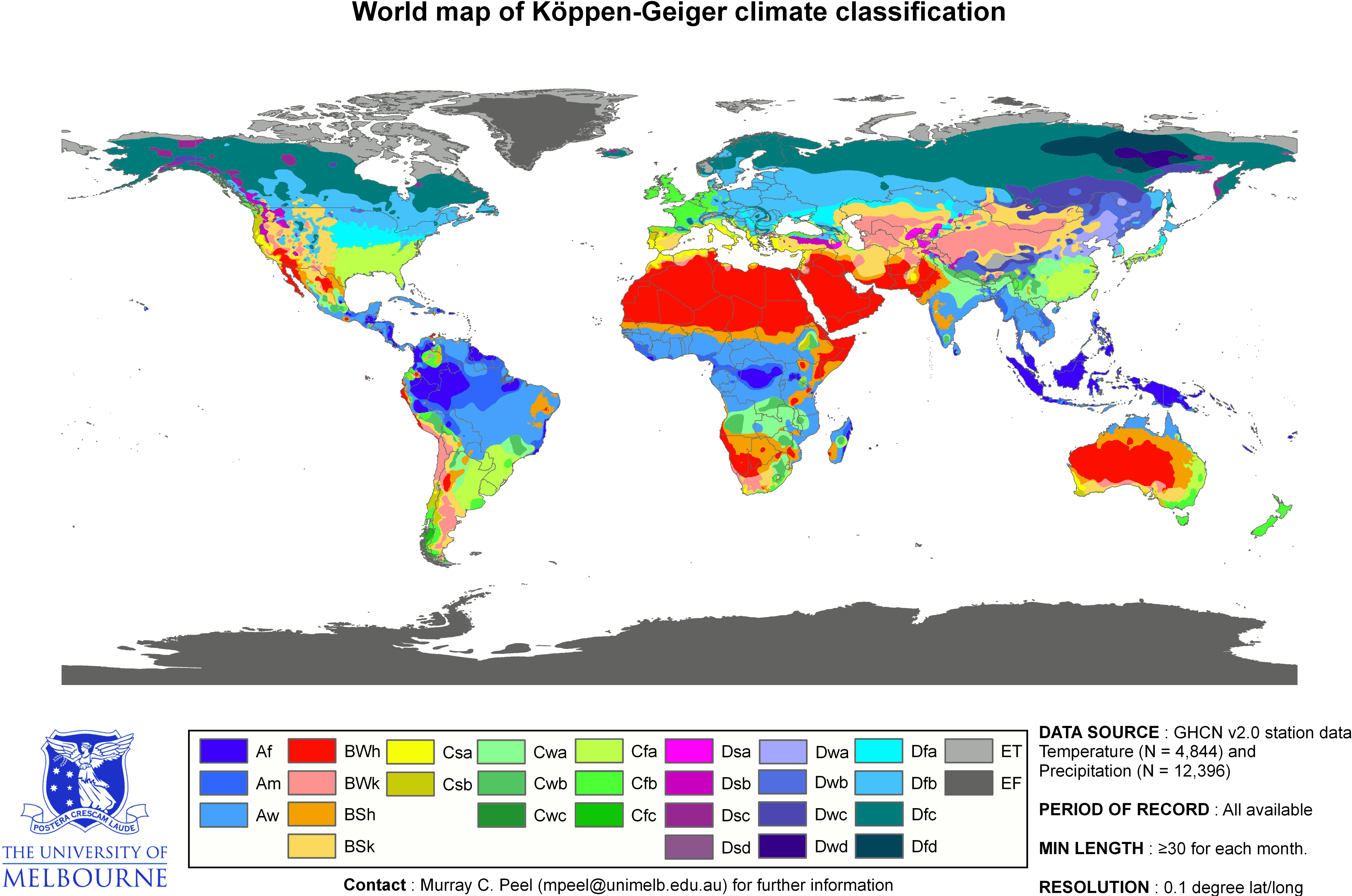
Köppen a établi une classification des climats basée sur les précipitations et les températures

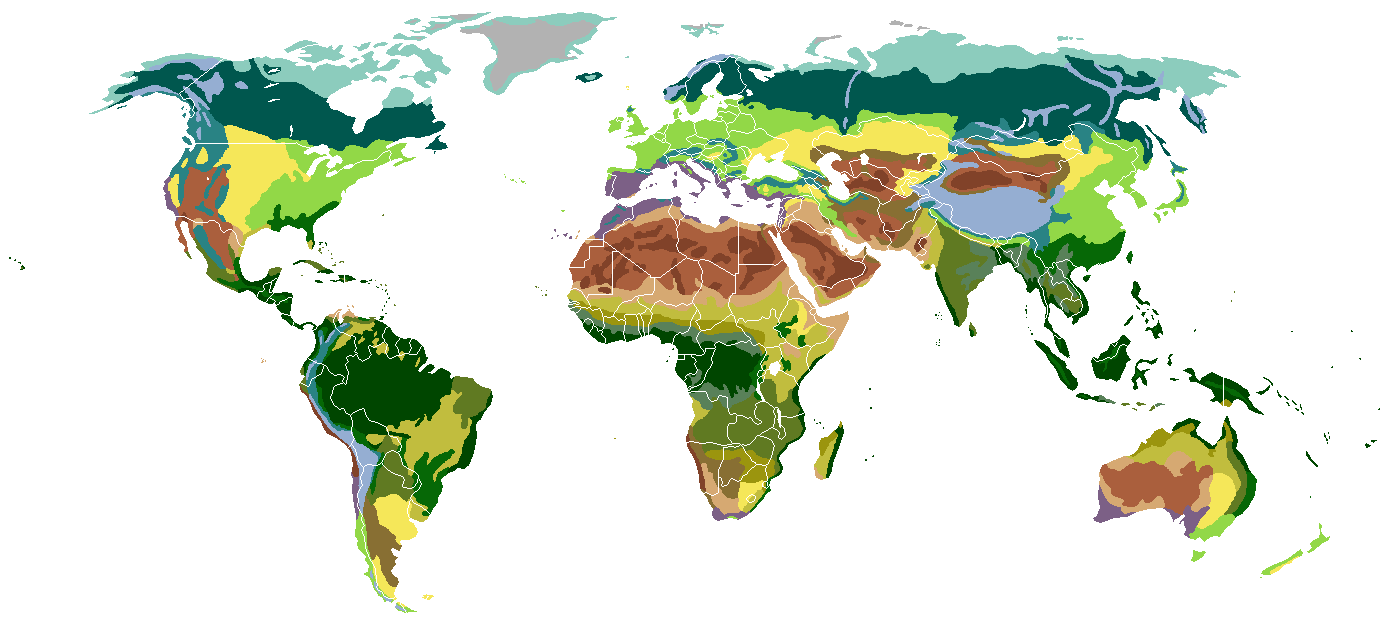
La zonation des biomes terrestres s'établit principalement selon la latitude

À l'échelle du globe terrestre, le principal facteur de zonation est celui de la latitude qui détermine la quantité d'énergie solaire incidente reçue à un endroit donné.

### Zonation des climats
Les climats se répartissent donc principalement en fonction de la latitude, ce facteur étant modulé par la forme et la position des continents et des océans et par les courants généraux aériens et océaniques.

### Zonation des écosystèmes
La capacité de développement de la végétation, pour atteindre ou non des stades forestiers de plus en plus luxuriants, est soumise à l'influence essentielle du climat.
Les écosystèmes, au-delà de leur diversité, peuvent ainsi être rattachés à des grands groupes caractéristiques de niveau planétaire, les biomes, qui en raison de la zonation climatique, sont eux-mêmes pour la plupart zonaux. Les grands biomes terrestres se succèdent ainsi de l'équateur vers les pôles avec une biodiversité décroissante, de la forêt tropicale humide jusqu'à la toundra.
À un niveau plus régional, des variations liées au relief ou à l'aridité peuvent intervenir. Elles induisent également des zonations reflétant les gradients de température ou d'humidité, avec des successions de végétation qui, par exemple, mènent jusqu'à des stades de pelouse alpine lorsque la température décroît avec l'altitude, ou jusqu'à des stades de formations xérophytiques aux abords des déserts.

## Zonations locales

### Zonations littorales

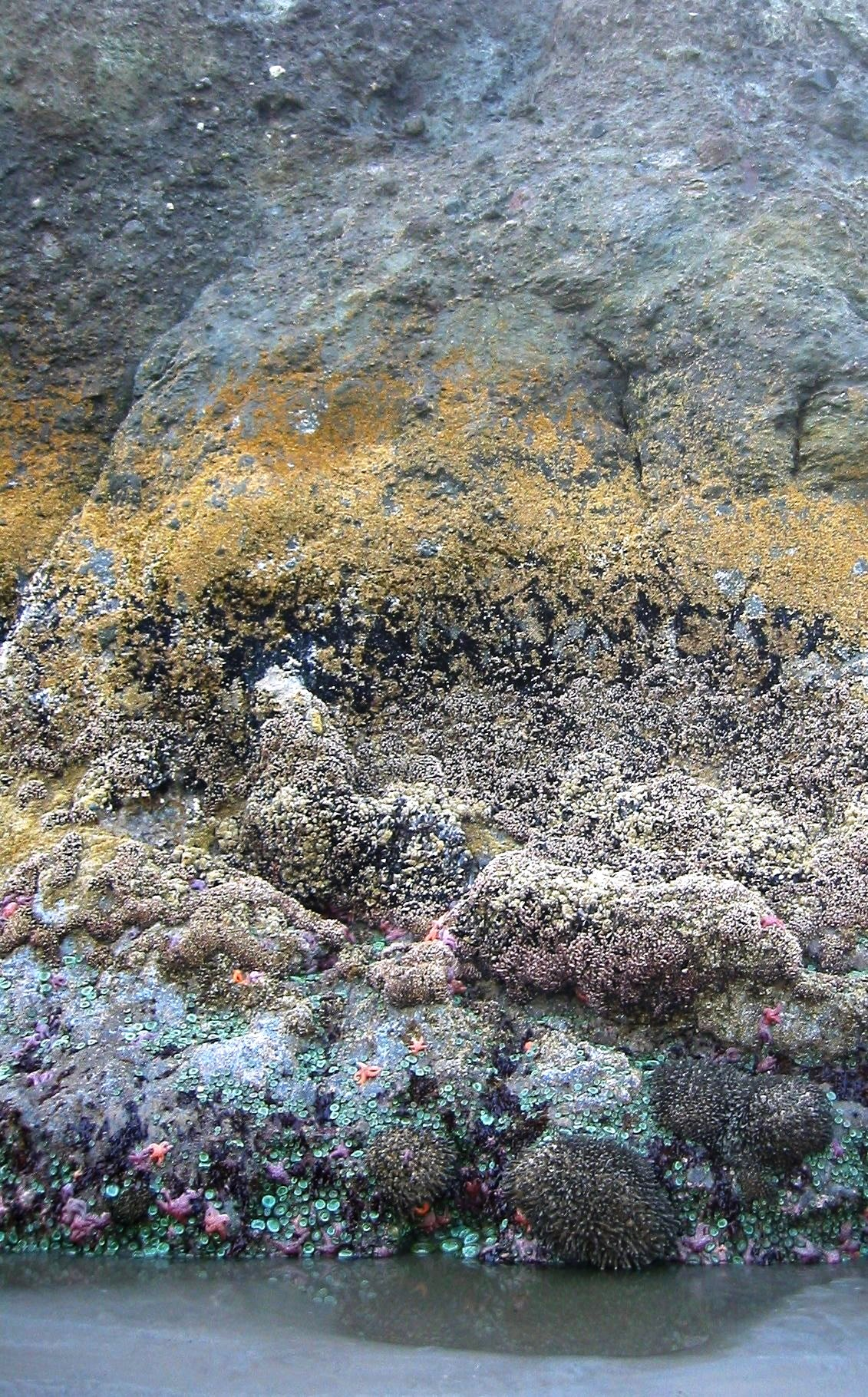
Zonation littorale des algues et des animaux marins fixés sur l'estran d'une côte rocheuse

Le phénomène de zonation le plus typique s'exprime le long des littoraux. Toutes les bordures d'étendues d'eau (mers, lacs, marais, etc.)  sont caractérisées par une zonation parallèle à la ligne de rivage. Elle est directement visible en particulier sur les côtes maritimes rocheuses au niveau du balancement des marées, où les algues et les autres organismes vivants fixés forment d'étroites ceintures superposées.

### Zonations de l'activité humaine
Voir aussi : Ceintures régionales des États-Unis